# Frits de Nerée tot Babberich
Marie Frederik Frans Antoon (Frits) de Nerée tot Babberich, heer van Camphuyzen (Roermond, 8 januari 1915 − Arnhem, 7 juni 1996) was een Nederlands topambtenaar, provinciaal politicus en publicist.

## Jeugd en opleiding
De Nerée was een lid van de familie De Nerée en zoon van kantongerechtgriffier mr. Richard Jan Karel Marie de Nerée tot Babberich, heer van Camphuysen, en Marie Constance Petrtonille Hubertine G.J. Coenen. Hij doorliep het gymnasium aan het Bisschoppelijk College in Roermond en vertrok naar Leiden om rechten te studeren. Hij studeerde van 1933 tot 1938 burgerlijk en publiek recht en politieke economie aan de Universiteit van Leiden.
Hij werkte vanaf 1938 bij de Algemene Rekenkamer en vervolgens aan het ministerie van Economische Zaken (Directie Buitenlandse Handel) in Den Haag.

## Tweede Wereldoorlog
Van 1942 tot 1944 was hij een van de veertienhonderd Nederlanders die door de Duitsers als gijzelaar werden geïnterneerd in Haaren en Sint-Michielsgestel. Hij was toen 27 jaar. Van 1944 tot 1945 was hij reserve-majoor (Speciaal Kader). De Nerée gaf in 1992 in een interview aan Dagblad De Limburger toe, dat hij zijn indrukwekkende naoorlogse carrière mede te danken had aan zijn gijzelaarschap. Hij leerde in gevangenschap tal van mensen kennen die na de oorlog belangrijke posten kregen.

## Na de oorlog
In 1945 werd hij verkozen tot eerste plaatsvervangend secretaris-generaal van de Tweede Kamer der Staten-Generaal van Nederland. Op de openingszitting van de Gemeenschappelijke Vergadering van de EGKS, werd hij benoemd tot secretaris-generaal van de instelling, alsmede de secretaris-generaal van de Commissie om een ontwerp-Verdrag tot oprichting van een Europese Economische Gemeenschap voor te bereiden. De Nerée was de eerste secretaris-generaal van het Europees Parlement (1958-1963).

## Nevenfuncties
De Nerée was sinds 1954 docent aan de Universiteit van Saarbrücken (Universität des Saarlandes). Hij was verder directeur van de stichting Wereldtentoonstelling Montreal 1967. De Nerée heeft artikelen in diverse juridische tijdschriften in Nederland en in het buitenland gepubliceerd. Hij was tevens lid van Provinciale Staten van Gelderland.

## Trivia
- Hij is bijgezet in het familiegraf van Waegemans in Buggenum.

```
                Hier rust 

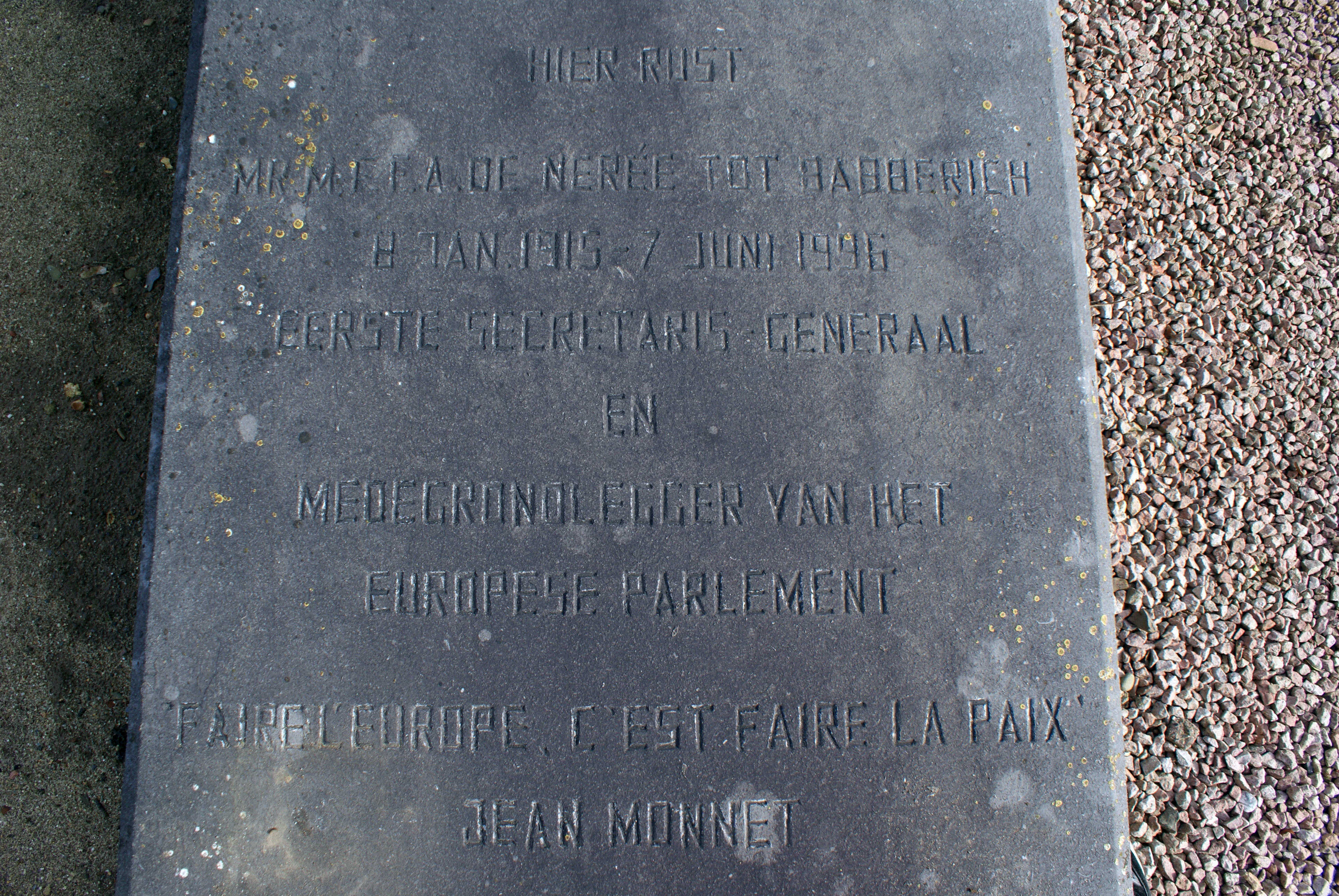

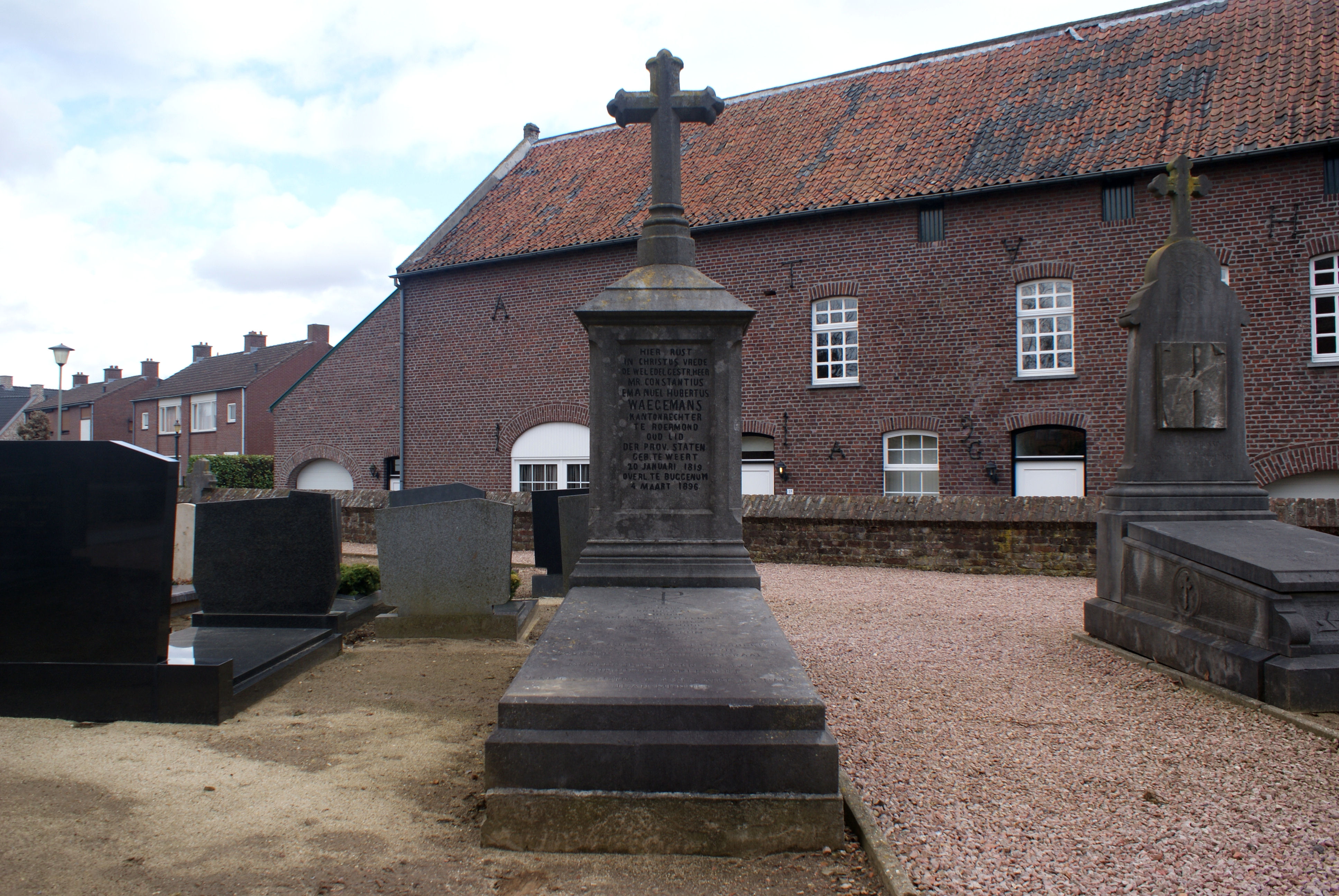
Graf Constantius Emanuel Hubertus Waegemans & Frits de Nerée tot Babberich

   Mr. M.F.F.A. de Nerée tot Babberich 
       8 januari 1915 - 7 juni 1996
        eerste secretaris-generaal
                   en 
         medegrondlegger van het
           Europese Parlement
   Faire l’Europe, c’est faire la paix
               
Jean Monnet
```